# Eblisia pygmaea
Eblisia pygmaea är en skalbaggsart som först beskrevs av Heinrich Bickhardt 1913.  Eblisia pygmaea ingår i släktet Eblisia och familjen stumpbaggar. Inga underarter finns listade i Catalogue of Life.